# Maria Guida
Maria Guida (Vico Equense, 23 gennaio 1966) è un'ex maratoneta e mezzofondista italiana.
È stata campionessa europea di maratona a Monaco di Baviera 2002.

## Biografia
Più volte campionessa d'Italia, si aggiudica la medaglia d'oro nella maratona ai Campionati Europei del 2002 a trentasei anni. Nella specialità ha un personale di 2h25'57. Ha vinto anche varie medaglie d'argento e di bronzo.
Con il tempo di 15'04"13 nel 1995 stabilisce il record italiano nei 5000 m (prec. 15'11"64 Nadia Dandolo), migliorandolo l'anno successivo in 14'58"84, primo tempo italiano sotto la barriera dei 15 minuti.
È anche la prima azzurra a scendere sotto il muro dei 32 minuti nei 10000 m stabilendo nel 1994 il record italiano di 31'42"14 (prec. 32'2"37 Nadia Dandolo), migliorato ancora nel 1995 in 31'27"82.
Ai campionati italiani, vince il titolo dei 10000 m nel 1991 con il tempo di 34'04"22, nel 1993 con 33'43"06, nel 1994 con 32'57"28, nel 1995 con 32'10"63, nel 1996 con 31'53"55 e nel 2001 con 33'39"33.

## Campionati nazionali
1983
- 5ª ai campionati italiani assoluti, 3000 m piani - 9'42"28

1984
- 10ª ai campionati italiani assoluti, 3000 m piani - 9'37"61
- Argento ai campionati italiani juniores, 3000 m piani - 9'53"60

1985
- 11ª ai campionati italiani assoluti, 3000 m piani - 9'51"53

1987
- Bronzo ai campionati italiani assoluti, 3000 m piani - 9'19"40
- 7ª ai campionati italiani di corsa campestre - 14'32"7

1988
- 7ª ai campionati italiani di corsa campestre - 20'22"

1989
- Argento ai campionati italiani assoluti, 3000 m piani - 9'04"50

1990
- 5ª ai campionati italiani assoluti, 10000 m piani - 34'10"65

1991
- Argento ai campionati italiani di corsa campestre - 20'57"

1992
- Argento ai campionati italiani di corsa campestre - 20'41"

1994
- Oro ai campionati italiani assoluti, 10000 m piani - 32'57"28
- Oro ai campionati italiani di maratonina - 1h10'19"
- Oro ai campionati italiani di corsa campestre - 20'20"

1995
- Oro ai campionati italiani assoluti, 10000 m piani - 32'10"63

1999
- Oro ai campionati italiani di maratonina - 1h14'24"

2001
- Argento ai campionati italiani assoluti, 10000 m piani - 33'39"33

2002
- Oro ai campionati italiani di maratonina - 1h09'27"
- Argento ai campionati italiani assoluti, 10000 m piani - 32'36"93

## Altre competizioni internazionali
1985
- 6ª al Cross di Alà dei Sardi ( Alà dei Sardi)

1988
- 13ª al DN Galan ( Stoccolma), 3000 m piani - 9'21"57
- 5ª alla Cinque Mulini ( San Vittore Olona) - 38'40"
- 4ª al Cross della Vallagarina ( Villa Lagarina) - 15'56"8

1992
- 6ª alla Maratona d'Italia ( Carpi) - 2h38'13"
- 10ª al Golden Gala ( Roma), 3000 m piani - 9'06"16
- 5ª al Campaccio ( San Giorgio su Legnano) - 17'30"

1993
- 8ª al DN Galan ( Stoccolma), 5000 m piani - 15'36"98

1994
- 4ª alla Mezza maratona di Lisbona ( Lisbona) - 1h10'20"
- Oro alla Stramilano ( Milano) - 1h10'19"
- 7ª al Golden Gala ( Roma), 3000 m piani - 8'54"59
- Bronzo al Campaccio ( San Giorgio su Legnano) - 22'49"

1995
- Bronzo al Giro Media Blenio ( Dongio) - 16'34"

1996
- 4ª alla Mezza maratona di Lisbona ( Lisbona) - 1h08'30"
- 4ª al Golden Gala ( Roma), 5000 m piani - 14'58"84

1999
- Oro alla Maratona d'Italia ( Carpi) - 2h25'57"
- Oro alla Maratona di Torino ( Torino) - 2h28'28"

2000
- 7ª alla Maratona di Londra ( Londra) - 2h26'12"
- 7ª alla Mezza maratona di Lisbona ( Lisbona) - 1h09'45"

2001
- Oro alla Maratona di Roma ( Roma) - 2h30'42"